# 27. februar
27. februar er dag 58 i året, i den gregorianske kalender. Der er 307 dage tilbage af året (308 i skudår). Findes ikke i år 1700 i Danmark pga. skift til ny kalender.
Leanders dag. Leander var biskop i Sevilla, hvor han døde omkring år 600.

### Begivenheder
Født - Dødsfald
- 1782 - Et kloster indberetter til myndighederne i Moskva, at en russisk kvinde har født i alt 69 børn. Hun er dermed den kvinde i verdenshistorien, der (bevisligt) har født flest børn. De 69 børn var fordelt på 16 hold tvillinger, 7 hold trillinger og 4 hold firlinger. Fødslerne fandt sted i tidsrummet fra 1725-1765. Kun to af børnene døde som små.
- 1889 - I Burma åbnes jernbanen fra Rangoon til Mandalay.
- 1900 - I Storbritannien stifter fagforeningerne Labour Representation Committee - en af forløberne for Labour Party.
- 1933 - Rigsdagsbygningens brand i Berlin: Det nazistiske regime giver kommunisterne skylden, og en løbeild af terror og forfølgelser begynder. Allerede samme nat bliver mere end 130 kommunister arresteret.
- 1986 - De danske vælgere siger ja til EF-Pakken med 56,2 procent for og 43,8 procent imod. Afstemningen handler om ændringer af Romtraktaten - primært at åbne mere for det indre marked, ændre på EF-parlamentets rolle og et øget sikkerhedspolitisk samarbejde. 6 uger tidligere havde regeringen tabt en afstemning om EF-Pakken i Folketinget.
- 1988 - Verdens længste cykel på 22,24 meters længde køres af fire cyklister en strækning på 246 meter. Den 340 kg tunge cykel er lavet af Terry Thessman fra New Zealand. Det største problem ved cyklen er at komme rundt om hjørner.
- 1988 - Kirsten Siggaard og Søren Bundgaard vinder for 3. gang det danske Melodi Grand Prix - denne gang med melodien "Ka' Du Se Hva' Jeg Sa'".
- 1991 - General Norman Schwarzkopf, de allieredes øverstkommanderende under Golfkrigen 1991, erklærer Kuwait for befriet.
- 1997 - Irland tillader skilsmisse som det sidste land i den vestlige verden.
- 2003 - Den bosninsk-serbiske ekspræsident Biljana Plavšić idømmes 11 år, ved domstolen i Haag, for forbrydelser mod menneskeheden, der afsones i Sverige.
- 2003 - Rowan Williams bliver indsat som den 104. ærkebiskop af Canterbury og dermed åndelig leder for hele den anglikanske kirke.
- 2007 - En 61-årig kvinde føder på Rigshospitalet en pige på omkring 3.000 gram og bliver dermed den ældste fødende kvinde i Danmark.
- 2010 - Et kraftigt jordskælv rammer det centrale Chile. Omkring 1.000 mennesker omkommer som følge af ødelæggelserne efter jordskælvet og de følgende tsunamier.
- 2012 - Ved Oscaruddelingen i Hollywood vinder blandt andre filmen The Artist og skuespilleren Meryl Streep en Oscar.

### Født
- 1856 - Mattia Battistini, italiensk operasanger (død 1928).
- 1861 - Rudolf Steiner, østrigsk filosof (død 1925).
- 1902 - John Steinbeck, amerikansk forfatter og modtager af Nobelprisen i litteratur (død 1968).
- 1912 - Lawrence Durrell, britisk forfatter (død 1990).
- 1913 - Paul Ricoeur, fransk filosof (død 2005).
- 1917 - John Connally, amerikansk politiker og guvernør (død 1993).
- 1923 - Dexter Gordon, amerikansk jazzsaxofonist (død 1990).
- 1928 - Ariel Sharon, israelsk politiker og premierminister (død 2014).
- 1929 - Djalma Santos, brasiliansk fodboldspiller (død 2013).
- 1930 - Joanne Woodward, amerikansk skuespillerinde.
- 1932 - Elizabeth Taylor, britisk-amerikansk skuespillerinde (død 2011).
- 1934 - Ralph Nader, amerikansk forbrugeraktivist.
- 1955 - Lisbeth Nebelong, dansk journalist og forfatter.
- 1957 - Timothy Spall, engelsk skuespiller.
- 1966 - Christiane Bjørg Nielsen, dansk skuespiller, sanger og sangskriver.
- 1968 - Ståle Solbakken, norsk fodboldtræner.
- 1969 - Jesper Riis, dansk jazzmusiker.
- 1973 - Peter Andre, engelsk-australsk-cypriotisk sanger.
- 1980 - Chelsea Clinton, datter af Bill Clinton.
- 1981 - Josh Groban, amerikansk sanger.
- 1983 - Kate Mara, amerikansk skuespillerinde.

### Dødsfald
- 1676 - Hans Schack, dansk greve, rigsråd og rigsfeltherre (født 1609).
- 1892 - Louis Vuitton, fransk taskedesigner (født 1821).
- 1939 - Nadesjda Krupskaja, russisk revolutionær og Vladimir Lenins kone (født 1869).
- 1977 - Berthe Bovy, belgisk skuespillerinde (født 1887).
- 1984 - Bruno Henriksen, dansk kapelmester og pianist (født 1910).
- 2008 - Ivan Rebroff, tysk sanger (født 1931).
- 2011 − Frank Buckles, amerikansk veteran fra første verdenskrig (født 1901).
- 2015 − Leonard Nimoy, amerikansk skuespiller (født 1931).
- 2025 − Gene Hackman, amerikansk skuespiller  (født 1930).

|  | Denne datoartikel kan blive bedre, hvis der indsættes et (bedre) billede Du kan hjælpe ved at afsøge Wikimedia Commons for et passende billede eller uploade et godt billede til Wikimedia Commons iht. de tilladte licenser og indsætte det i artiklen. |